# 아우마 이 코라상
《아우마 이 코라상》(포르투갈어: Alma e Coração)는 2018년 방영된 포르투갈의 텔레노벨라이다.